# 方清平
方清平（1970年8月5日—），北京相声演员。自创了青门海派相声。相声名家李金斗的学生。他在2010年第五届CCTV相声大赛专业组PK赛以9.92分夺得第二。2013年参加了春节联欢晚会表演小品《你摊上事儿了》。

## 作品

### 单口相声
- 《童年往事》
- 《我的网络生活》
- 《台上台下》
- 《我的前半生》
- 《我的北京我的春晚》
- 《北京的我》
- 《我的身世》
- 《家传绝技》
- 《托儿》
- 《童趣》

### 小品
- 《你摊上事儿了》

### 电视栏目
- 《脱口而出》

### 电视剧
- 《夜天子》
- 《爱我@别走》
- 《传奇大掌柜》
- 《城市猎人》
- 《青春不够用》
- 《小房东》
- 《夜市人生》
- 《老酒馆》

### 书籍
- 《施主，请留步》